# Daytime-Emmy-Verleihung 2017
Die Daytime-Emmy-Verleihung 2017 fand am 30. April 2019 im Pasadena Civic Auditorium in Pasadena, Kalifornien statt. Moderatoren waren Mario Lopez und Sheryl Underwood.
Die Nominierungen wurden in den Hauptkategorien am 22. März 2017 verkündet. Mit 25 Emmys führte Schatten der Leidenschaft die Nominierungsliste an.

## Programmkategorien
| Dramaserie (Outstanding Drama Series) | Spielshow (Outstanding Game Show) |
| --- | --- |
| - General Hospital (ABC) - Reich und Schön (CBS) - Schatten der Leidenschaft (CBS) - Zeit der Sehnsucht (NBC)                                                              | - Jeopardy! (Syndikation) - Celebrity Name Game (Syndikation) - Family Feud (Syndikation) - The Price Is Right (CBS) - Let's Make a Deal (CBS)                                                                                   |
| Entertainment-Talkshow (Outstanding Talk Show-Entertainment) | Informative Talkshow (Outstanding Talk Show-Informative) |
| - The Ellen DeGeneres Show (Syndikation) - Live! with Kelly (Syndikation) - Maury (Syndikation) - The Talk (Syndikation) - The View (ABC)                                  | - The Dr. Oz Show (Syndikation) - Steve Harvey (Syndikation) - The Chew (ABC) - The Kitchen (Food Network) - Larry King Now (Ora TV)                                                                                             |
| Frühstücksprogramm (Outstanding Morning Program) | Entertainment News (Outstanding Entertainment News Program) |
| - Good Morning America (ABC) - CBS Sunday Morning - CBS This Morning - Today (NBC)                                                                                         | - Entertainment Tonight (Syndikation) - Access Hollywood (Syndikation) - E! News (E!) - Extra (Syndikation) - Inside Edition (Syndikation)                                                                                       |
| Spanischsprachige Sendung (Outstanding Entertainment Program in Spanish)                                                                                                   | Kochshow (Outstanding Culinary Series) |
| - Destinos (CNN en Español) - El Gordo y la Flaca (Univision) - LAnzate (Univision) - SuperLatina with Gaby Natale (V-me) - Jackeline Cacho Presenta Triunfo Latino (V-me) | - Eat the World with Emeril Lagasse (Amazon Prime Video) - America's Test Kitchen (PBS) - Barefoot Contessa (Food Network) - Guy's Big Bite (Food Network) - The Mind of a Chef (PBS) - Trisha's Southern Kitchen (Food Network) |

## Schauspiel
| Hauptdarsteller in einer Dramaserie (Outstanding Lead Performance in a Drama Series) | Hauptdarsteller in einer Dramaserie (Outstanding Lead Performance in a Drama Series) |
| Hauptdarsteller | Hauptdarstellerin |
| --- | --- |
| - Scott Clifton als Liam Spencer in Reich und Schön - Peter Bergman als Jack Abbott in Schatten der Leidenschaft - Billy Flynn als Chad DiMera in Zeit der Sehnsucht - Vincent Irizarry als Deimos Kirikakis in Zeit der Sehnsucht - Kristoff St. John als Neil Winters in Schatten der Leidenschaft         | - Gina Tognoni als Phyllis Summers in Schatten der Leidenschaft - Nancy Lee Grahn als Alexis Davis in General Hospital - Heather Tom als Katie Logan in Reich und Schön - Jess Walton als Jill Abbott in Schatten der Leidenschaft - Laura Wright als Carly Corinthis in General Hospital                                  |
| Nebendarsteller (Outstanding Supporting Performance in a Drama Series) | |
| Nebendarsteller | Nebendarstellerin |
| - Steve Burton als Dylan McAvoy in Schatten der Leidenschaft - John Aniston als Victor Kiriakis in Zeit der Sehnsucht - Chad Duell als Michael Corinthos in General Hospital - Jeffrey Vincent Parise als Carlos Rivera/Joe Rivera in General Hospital - James Reynolds als Abe Carver in Zeit der Sehnsucht | - Kate Mansi als Abigail Deveraux in Zeit der Sehnsucht - Stacy Haiduk als Patty Williams in Schatten der Leidenschaft - Anna Maria Horsford als Vivienne Avant in Reich und Schön - Finola Hughes als Anna Devane in General Hospital - Kelly Sullivan als Sage Newman in Schatten der Leidenschaft                       |
| Kinderschauspieler (Outstanding Performance by a Younger Actor in a Drama Series) | Kinderschauspielerin (Outstanding Performance by a Younger Actress in a Drama Series) |
| - Bryan Craig als Morgan Corinthos in General Hospital - Pierson Fode als Thomas Forrester in Reich und Schön - James Lastovic als Joey Johnson in Zeit der Sehnsucht - Tequan Richmond als TJ Ashford in General Hospital - Anthony Turpel als R.J. Forrester in Reich und Schön                            | - Lexi Ainsworth als Kristina Corinthos Davis in General Hospital - Reign Edwards als Nicole Avant Forrester-Dominguez in Reich und Schön - Hunter King als Summer Newman in Schatten der Leidenschaft - Chloe Lanier als Nelle Hayes in General Hospital - Alyvia Alyn Lind als Faith Newman in Schatten der Leidenschaft |
| Gastschauspieler (Outstanding Guest Performer in a Drama Series) | |
| - Jim O’Heir als Matt Cannistra in Reich und Schön - Tobin Bell als Yo Ling in Zeit der Sehnsucht - Don Harvey als Tom Baker in General Hospital - Monica Horan als Kieran Cannistra in Reich und Schön - Nichelle Nichols als Lucinda Winters in Schatten der Leidenschaft                                  | |

## Moderation
| Gameshow-Moderation (Outstanding Game Show Host) | Talkshow-Moderator Entertainment (Outstanding Entertainment Talk Show Host) |
| --- | --- |
| - Steve Harvey, Family Feud - Wayne Brady, Let’s Make a Deal - Craig Ferguson, Celebrity Name Game - Pat Sajak, Wheel of Fortune - Alex Trebek, Jeopardy! | - Julie Chen, Sara Gilbert, Sharon Osbourne, Aisha Tyler und Sheryl Underwood, The Talk - Harry Connick Jr., Harry - Adrienne Houghton, Loni Love, Jeannie Mai and Tamera Mowry-Housley, The Real - Kelly Ripa in Live! with Kelly - Joy Behar, Jedediah Bila, Candace Cameron Bure, Paula Faris, Whoopi Goldberg, Sara Haines, Sunny Hostin und Raven-Symoné, The View - Wendy Williams, The Wendy Williams Show |
| Talkshow-Moderator (Outstanding Informative Talk Show Host) | Outstanding Daytime Talent in a Spanish Language Program |
| - Steve Harvey, Steve Harvey (Syndikation) - Mario Batali, Carla Hall, Clinton Kelly, Daphne Oz und Michael Symon, The Chew - Dr. Mehmet Oz, The Dr. Oz Show (Syndikation) - Sunny Anderson, Katie Lee, Jeff Mauro, Marcela Valladolid und Geoffrey Zakarian, The Kitchen - Larry King, Larry King Now - Chris Hedges, On Contact | - Gaby Natale – SuperLatina with Gaby Natale - Bárbara Bermudo – Primer Impacto - Jackeline Cacho – Jackeline Cacho Presenta Triunfo Latino - Tanya Charry – El Gordo y la Flaca - Camilo Egaña – Eucentro |

## Produktion
| Drehbuch (Outstanding Writing Team)                                                   | Regie für eine Dramaserie (Outstanding Drama Series Directing Team)                   |
| ------------------------------------------------------------------------------------- | ------------------------------------------------------------------------------------- |
| - Zeit der Sehnsucht - General Hospital - Reich und Schön - Schatten der Leidenschaft | - General Hospital - Zeit der Sehnsucht - Reich und Schön - Schatten der Leidenschaft |

## Lifetime Achievement Awards
- Mary Hart, ehemalige Moderatorin von Entertainment Tonight[3]